# Henri Bouchet-Doumenq

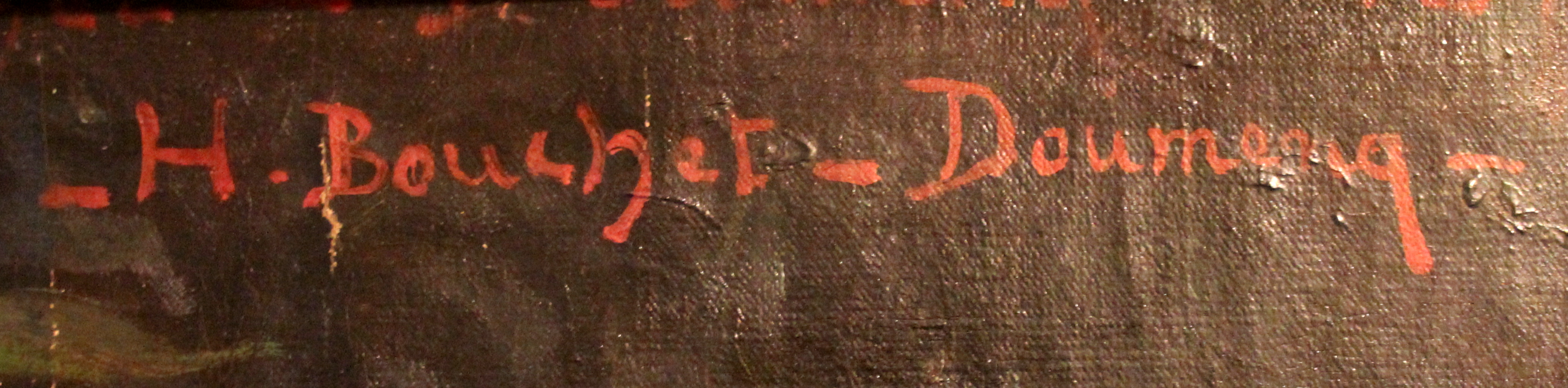
Signature d'Henri Bouchet-Doumenq.

Henri Bouchet-Doumenq, né le 13 mai 1834 à Paris, où il est mort le 12 septembre 1908, est un peintre français.

## Biographie
Henri Bouchet-Doumenq voit le jour au 10 rue Mabillon, dans le quartier du Luxembourg de l’ancien 11e arrondissement de Paris. Sa famille est originaire de Montpellier. Il est le deuxième fils de Charles Bouchet-Doumenq, qui a fait des études de peinture à Paris. Sa mère, Antoinette Bonpard, rentière, est native de Saint-George dans l’Aube. Dans cette même maison réside également un ami de son père, le futur peintre Auguste-Barthélemy Glaize, d’origine montpelliérain, dont il sera plus tard l’élève.
Henri Bouchet-Doumenq passe son enfance et son adolescence à Montpellier où son grand-père, le botaniste amateur Dominique Bouchet était venu faire ses études de médecine et s’y était installé après avoir épousé Anne Doumenq, la fille d’un riche négociant de Montpellier.
Le père d'Henri Bouchet-Doumenq, amateur de peinture et riche propriétaire, est un militant républicain et socialiste, partisan de la doctrine phalanstérienne, qui s’engage dans le combat politique : collaborateur à partir de 1846 de L’Indépendant, journal édité à Montpellier, il doit s’exiler après le coup d’État du 2 décembre 1851. Après son retour en France, il s’installe au château de la Verdette, une propriété située au Pontet, près d’Avignon, domaine que son père avait acquis en 1782 à la suite de la saisie opérée sur le peintre Jean Pillement (1728-1808), peintre du Roi de Pologne et de Marie Antoinette. Il cède en 1865 des terres à son ami le philosophe Charles Renouvier qui vient s’installer à ses côtés.
Son père est également propriétaire en Camargue du Mas des Merles et du Mas du pont de Rousty (devenu le musée de la Camargue), ce qui explique l’attachement d’Henri Bouchet-Doumenq pour la ville d’Arles. Bien que résidant à Paris, il se rend souvent en Arles ou il a une maison place des Prêcheurs. Plusieurs de ses tableaux représentent des Arlésiennes dont sa Jeune mère arlésienne
Nous le retrouvons à la fin des années 1850 dans l’atelier du peintre suisse Charles Gleyre professeur à l’École des beaux-arts de Paris. Il figure sur le tableau représentant Les quarante trois portraits de peintres de l’atelier de Charles Gleyre.
Bouchet-Doumenq est un ami d’Eugène Castelnau et c’est par son intermédiaire qu’il rencontre Frédéric Bazille qui est son cousin éloigné. C’est en novembre 1862, à la demande de Castelnau, qu’il présente Frédéric Bazille à son maitre Charles Gleyre dans son atelier du 69 rue Vaugirard, où ses condisciples sont Auguste Renoir, Alfred Sisley et Claude Monet.
Au Salon de 1878, il présente Aux Alyscamps à Arles, et à cette occasion, rédige un petit poème.
Le 29 novembre 1880, Henri Bouchet-Doumenq épouse une arlésienne, Magdeleine Bernard (1854-1896), avec qui il aura deux enfants : Pierre Charles Bouchet-Doumenq (1887-1890), et Jean Bouchet-Doumenq (1893-1915), mort pour la France le 30 septembre 1915 à la Main-de-Massiges durant la bataille de champagne, laissant ainsi Henri Bouchet-Doumenq sans postérité.
Son épouse Magdeleine Bernard est également son élève et expose au salon de 1881 un tableau Dans les bois.
C’est en 1887 qu’Henri Bouchet-Doumenq est nommé inspecteur des arts du dessin et des musées dans la 9e circonscription, il demeure à cette époque au 15 rue Boissonade à Paris.
Par arrêté du ministre de l’Instruction publique et des Beaux-arts, en date du 24 décembre 1889, il est nommé officier de l’Instruction publique.
En 1891, il est chargé de la 10e circonscription (Algérie et Corse). En 1898, il part dans les Deux Sèvres. En 1900 il est chargé de la 4e circonscription (Deux-Sèvres, Indre).
Henri Bouchet-Doumenq meurt le 12 septembre 1908 à son domicile, au 31 Boulevard Saint-Jacques dans le quatorzième arrondissement de Paris.

## Salons
- 1865 : La Chanteuse
- 1870 : Jeune fille faisant un bouquet[12]
- 1878 : Aux Alyscamps à Arles ; La Mort de Jean-Baptiste[13] (Salomé satisfait la vengeance de sa mère Hérodias, en lui portant dans un plat, la tête de Saint Jean-Baptiste)
- 1879 : Martyre de Sainte Cécile[13],[14] ; Sur le Rhône à Arles[15].
- 1880 : La rêveuse (Arles), Carpentras, musée Comtadin-Duplessis ; Portrait de M. Poujade député
- 1881 : Portrait de M. B.D… ; À la campagne
- 1883 : Jeune mère arlésienne, Limoux, musée Petiet
- 1886 : Dans le Jardin ; Portrait de Mme D…
- 1887 : Portrait de M…

## Collections publiques
- Avignon, musée Calvet[16] :
  - Le Martyre de sainte Cécile
  - Portrait de Caroline Bouchet-Doumenq, en mantille espagnole
  - Portrait de Caroline Bouchet-Doumenq, en costume et coiffure genre Louis XVI, fichu, dentelles et bouquet de violettes au corsage
  - Portrait de Paul Liotier, polytechnicien, 25e conseiller général du Vaucluse en 1893 et 1894
- Carpentras, bibliothèque Inguimbertine :
  - Réveuse, 1880
  - Portrait de Charles Renouvier, 1889
  - Portrait du docteur Louis Cyprien Poujade Député ou Portrait de Monsieur, 1879.
- Limoux, musée Petiet : Jeune mère Arlésienne
- Limoges, musée de l'Évêché : Sur le Rhône à Arles, 1879

## Galerie

Œuvres d'Henri Bouchet-Doumenq
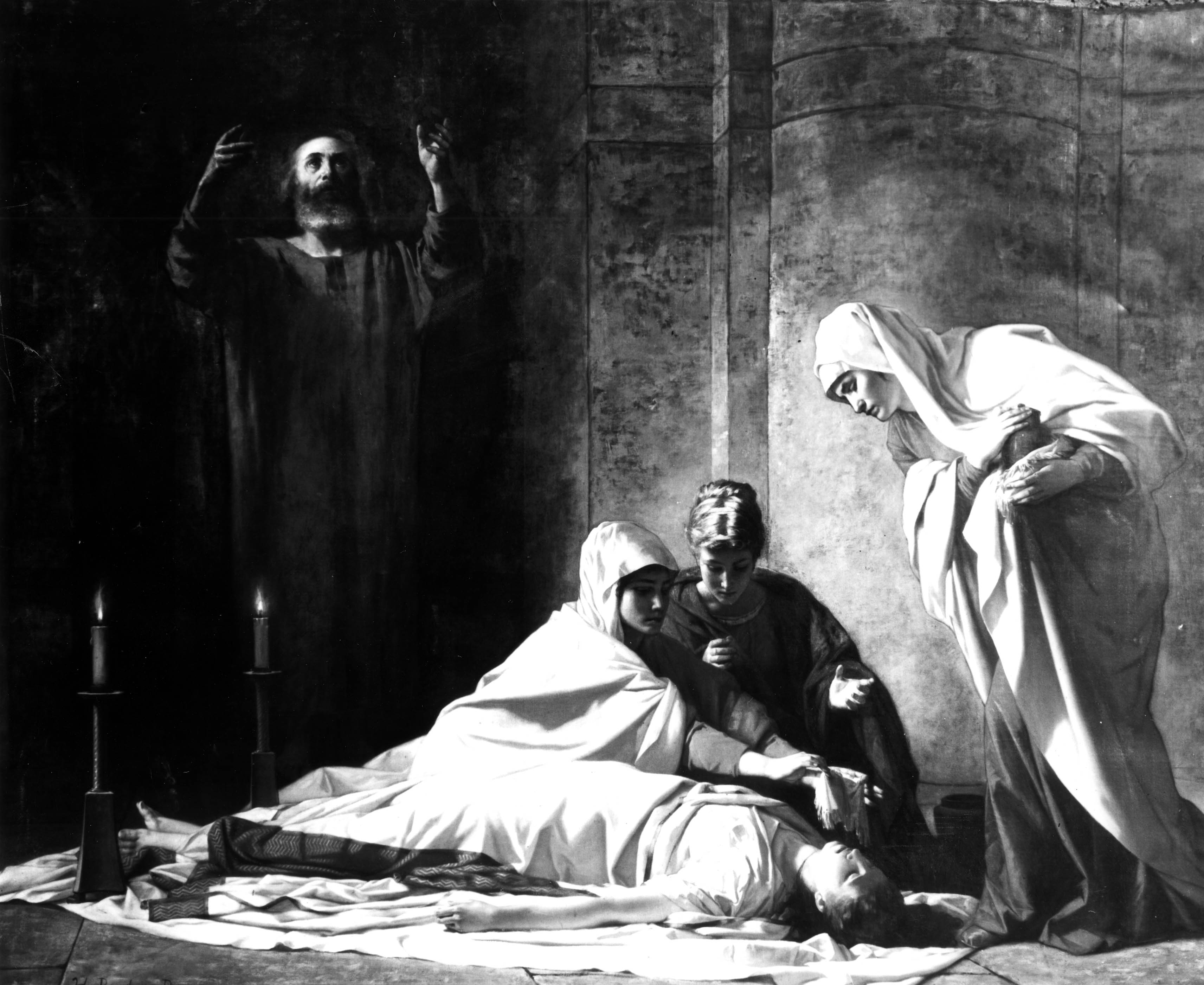
Martyre de sainte Cécile, Avignon, musée Calvet.
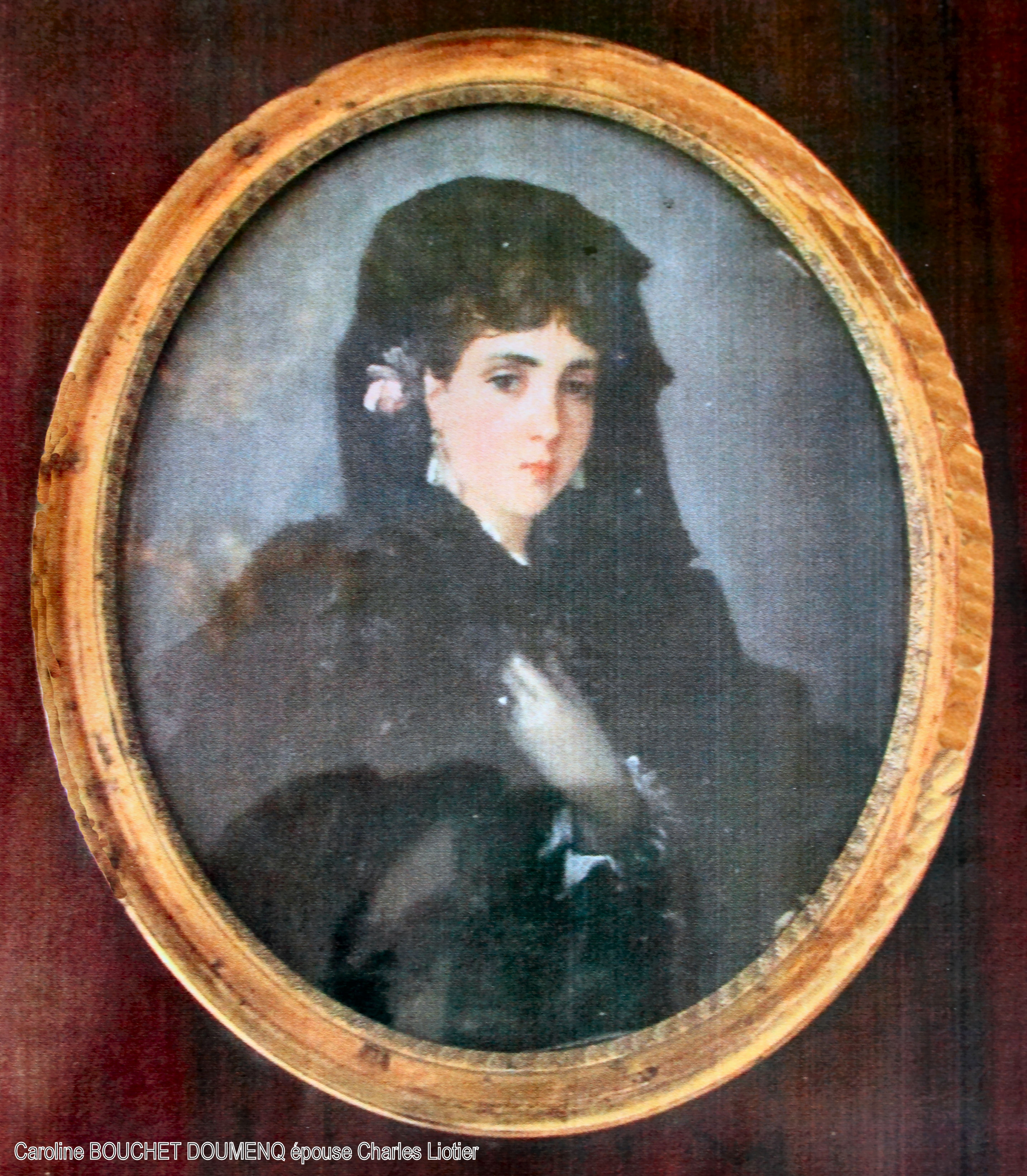
Portrait de Caroline Bouchet-Doumenq, Avignon, musée Calvet.
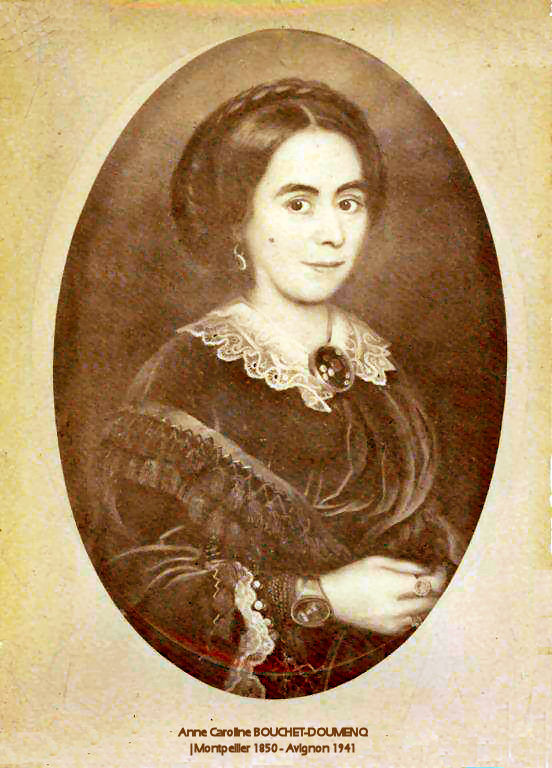
Portrait de Caroline Bouchet-Doumenq, Avignon, musée Calvet.
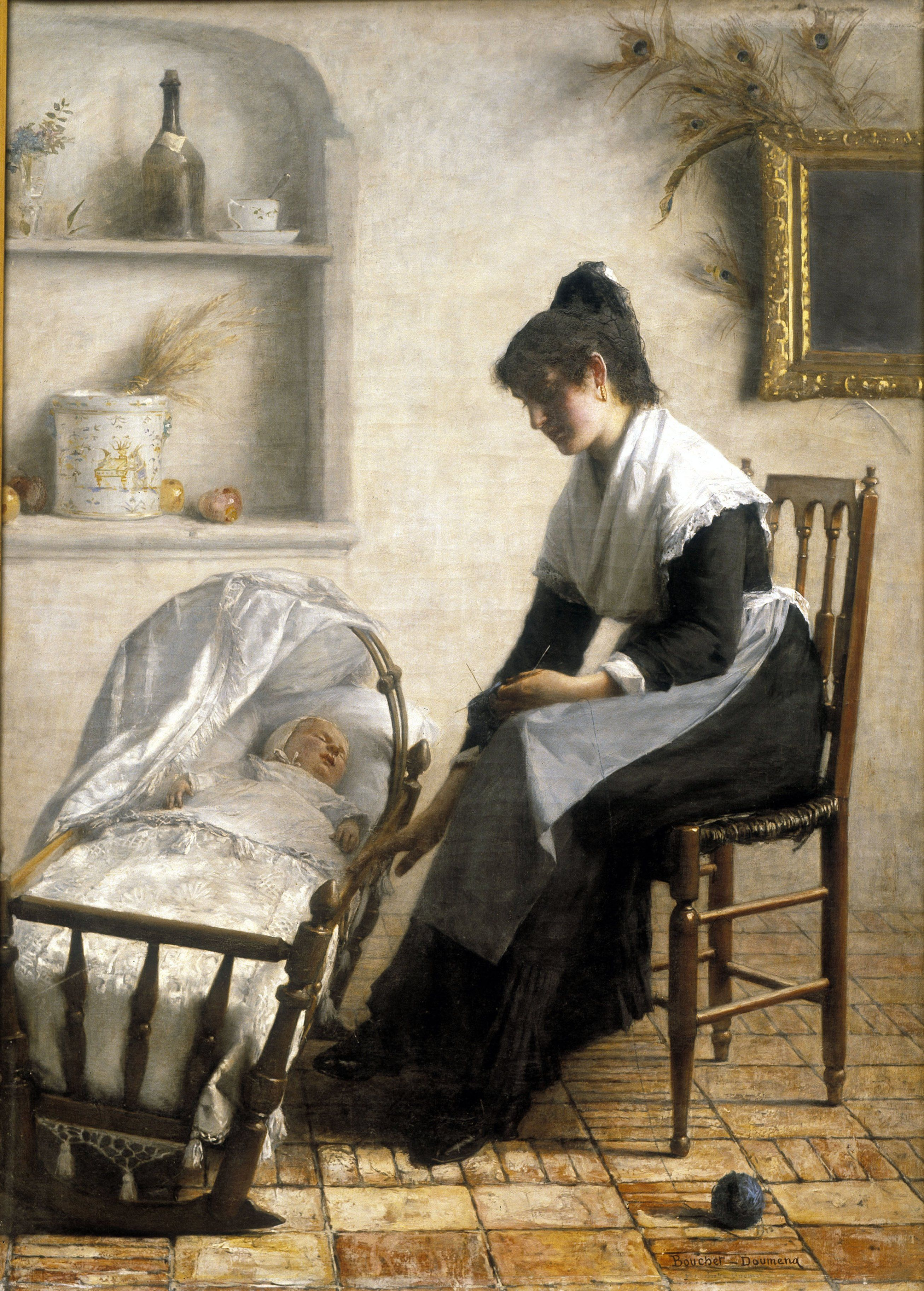
Jeune mère Arlésienne, 1883, musée Petiet de Limoux.
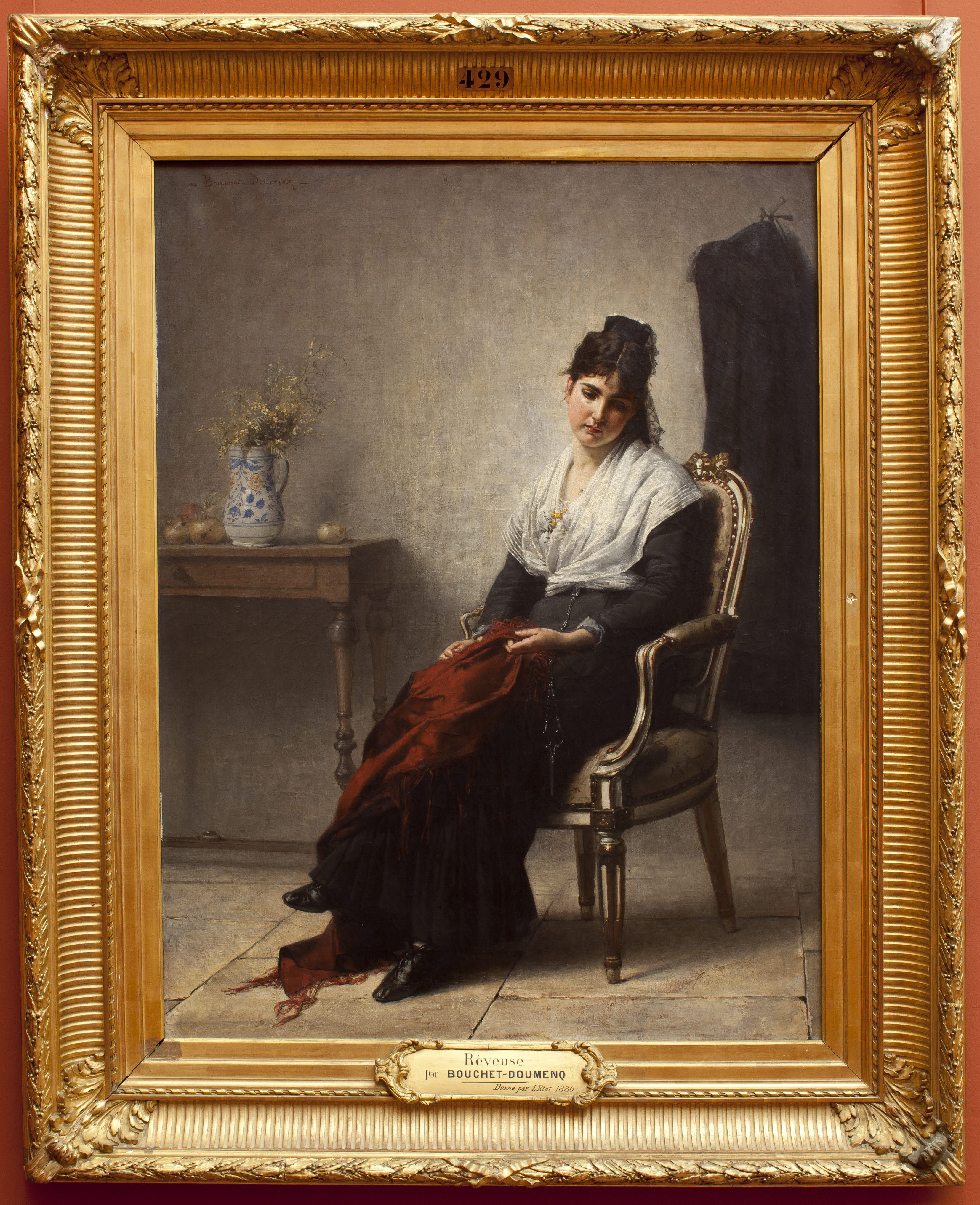
Réveuse, 1880, Carpentras, bibliothèque Inguimbertine.
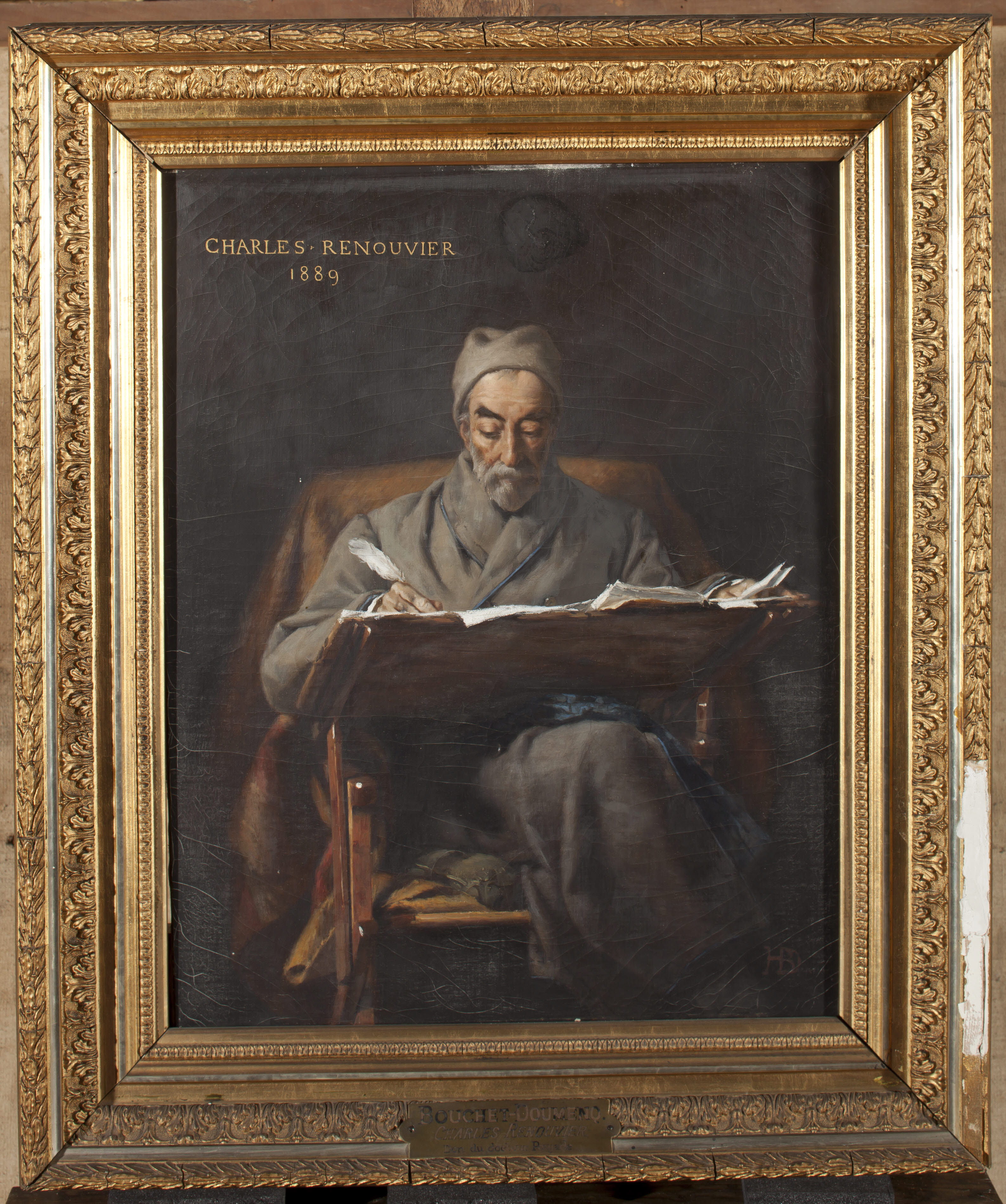
Portrait de Charles Renouvier, 1889, Carpentras, bibliothèque Inguimbertine.
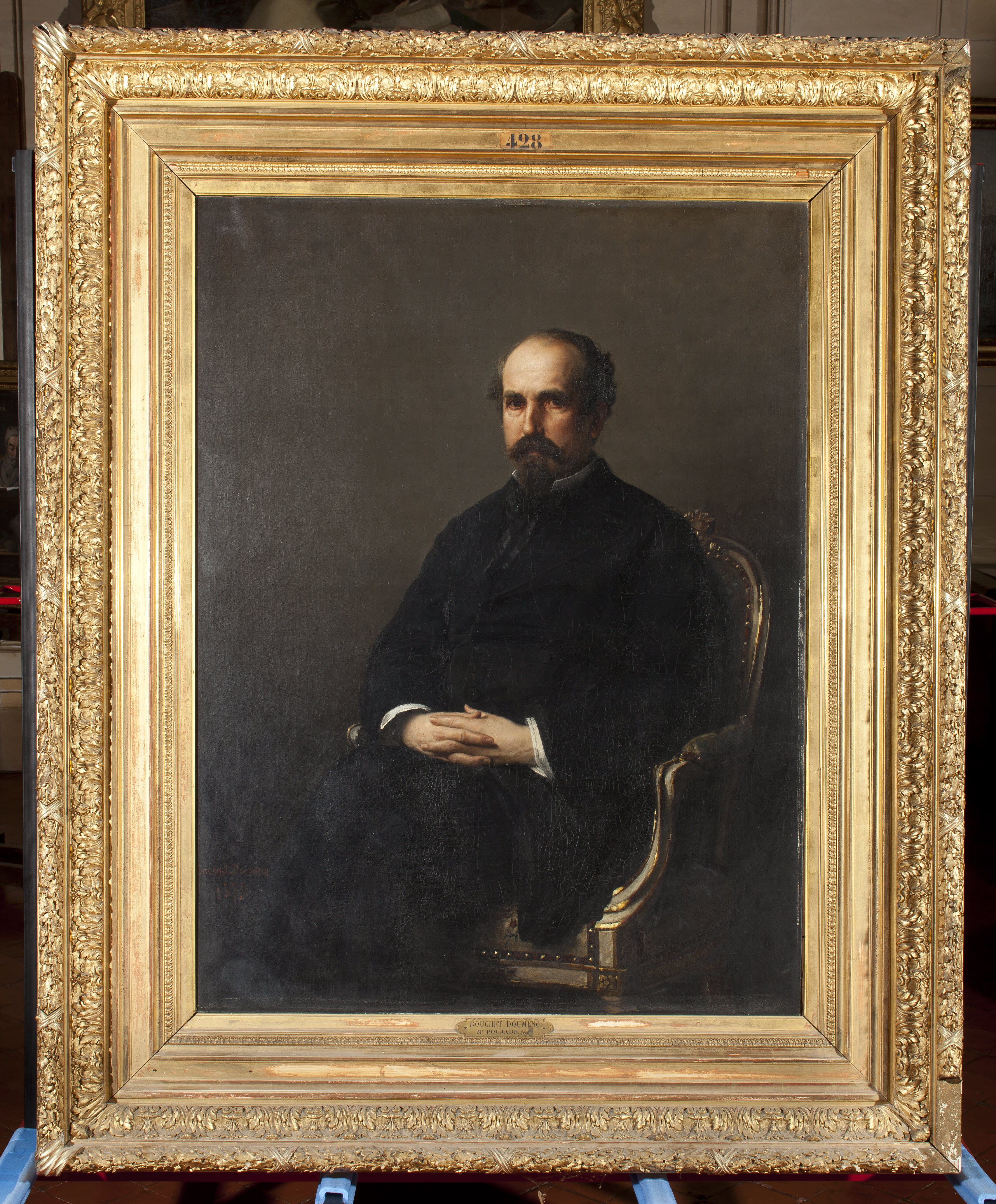
Portrait du docteur Louis Cyprien Poujade Député ou Portrait de Monsieur, 1879, Carpentras, bibliothèque Inguimbertine.
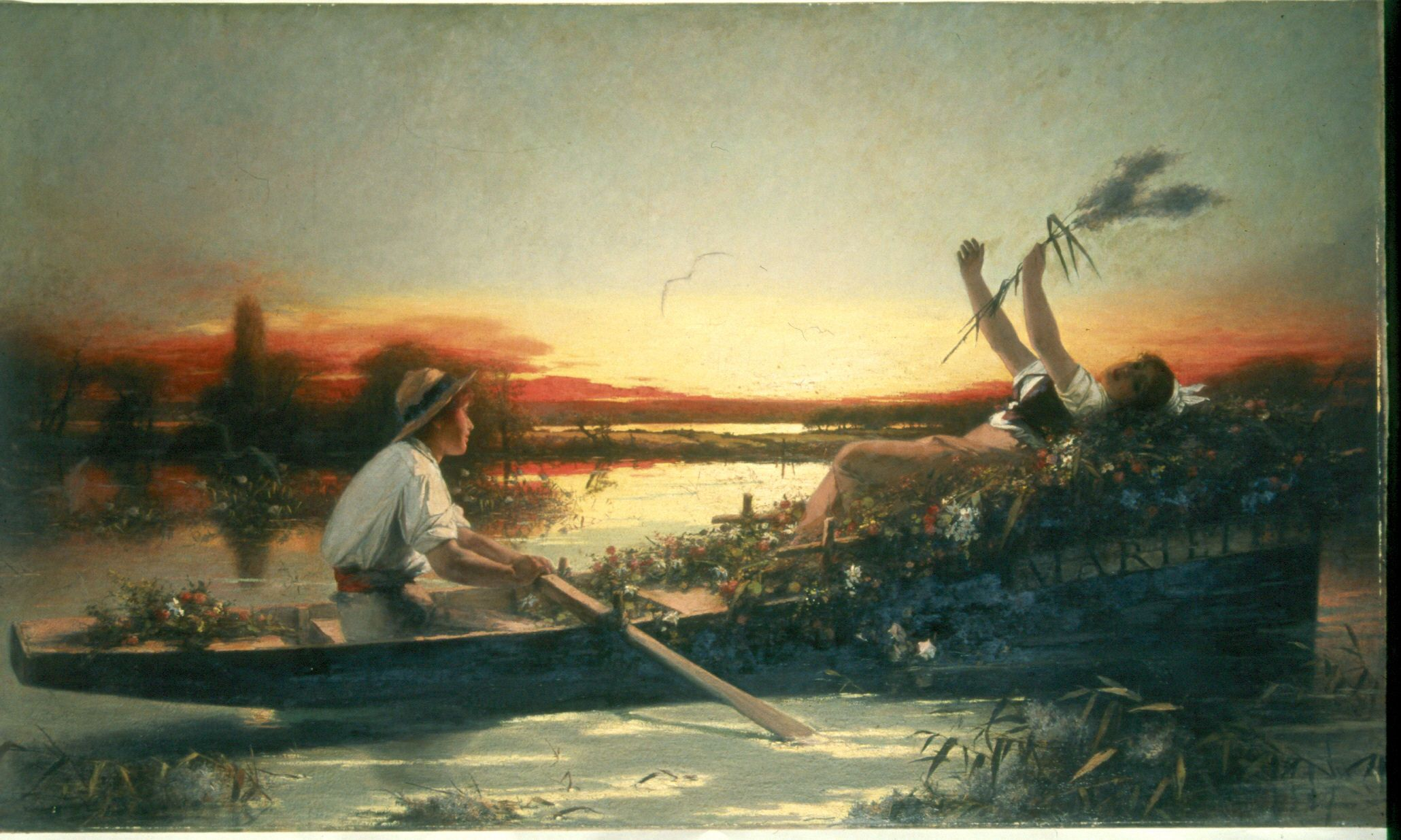
Sur le Rhône à Arles, 1879, musée de l'Évêché de Limoges.